# CNews
CNews (afkorting van Canal News), voorheen I-Télévision en vervolgens I-Télé, is een Franse commerciële 24 uurs-nieuwszender en maakt samen met Canal+, C8 en CStar deel uit van de Canal+ Groep. De zender is op 4 november 1999 begonnen met uitzenden onder de naam I-Télévision. Het kanaal is in Frankrijk te ontvangen via de TNT, de kabel, satelliet, en IPTV.
De zender werd van I-Télé hernoemd in CNews op 27 februari 2017, benaming die werd verzet na een staking, de naamswijziging was oorspronkelijk gepland voor 24 oktober 2016.

## Beeldmerk

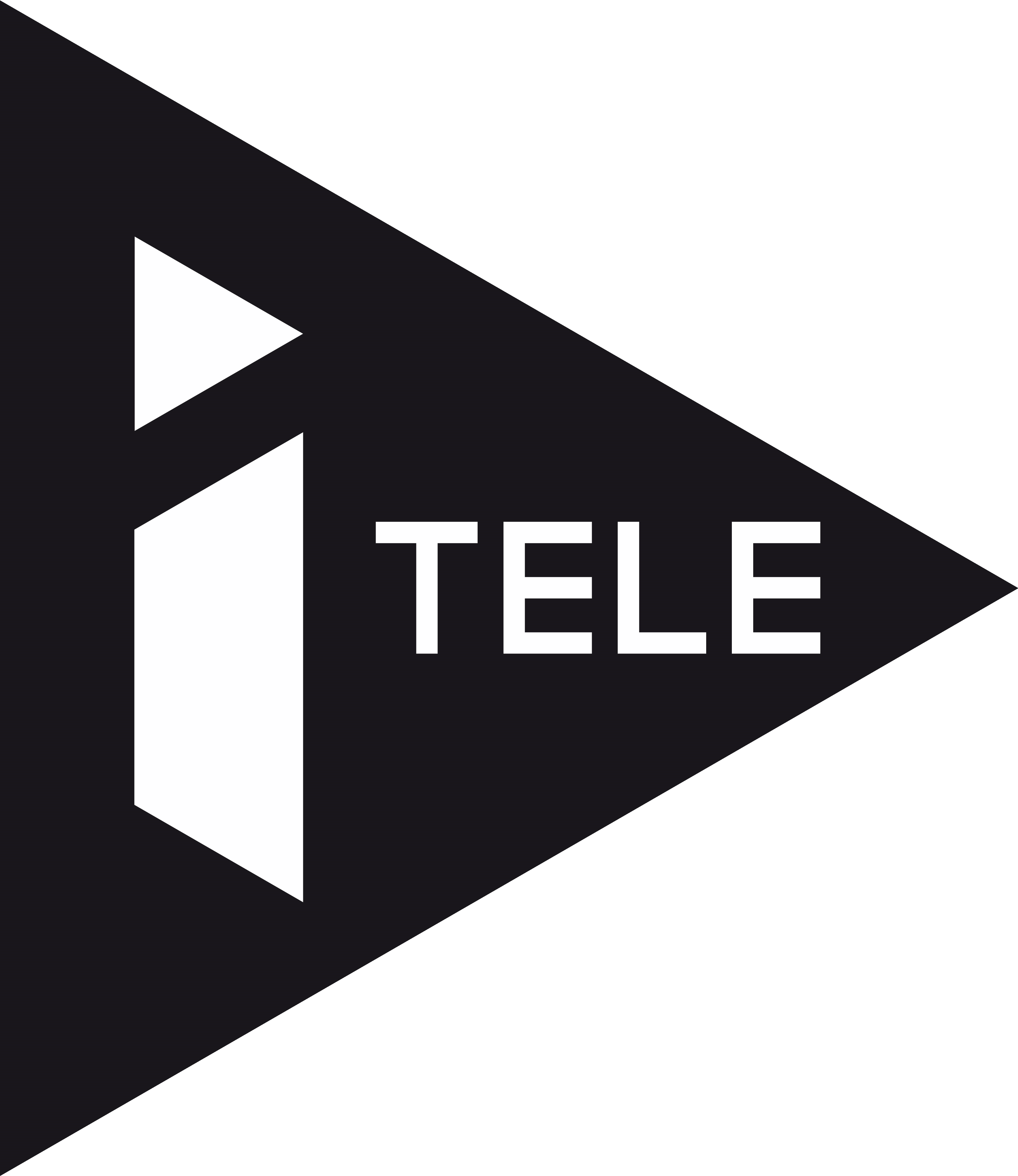
Logo van I-Télé van 26 augustus 2013 tot 26 februari 2017.
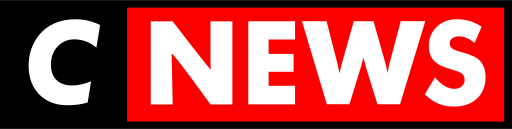
Huidig logo van CNews sinds 27 februari 2017.

## Concurrentie
CNews concurreert met BFM TV, die marktleider is. Andere bekende nieuwszenders in Frankrijk zijn LCI en France Info.